# Мизильмери
Мизильмери, Мисилмери (итал. Misilmeri) — коммуна в Италии, располагается в регионе Сицилия, подчиняется административному центру Палермо.
Население составляет  28.344 человек (на 2011 г.), плотность населения составляет 333 чел./км². Занимает площадь 69 км². Почтовый индекс — 90036. Телефонный код — 091.
Покровителем коммуны почитается святой Иуст Сардинский, празднование в последнее воскресение августа.

## Уроженцы
- Рокко Кинничи — итальянский магистрат, борец с мафией.